# Lomaptera rotundata
Lomaptera rotundata är en skalbaggsart som beskrevs av Valck Lucassen 1961. Lomaptera rotundata ingår i släktet Lomaptera och familjen Cetoniidae. Inga underarter finns listade i Catalogue of Life.